# English Bicknor
English Bicknor is een civil parish in het bestuurlijke gebied Forest of Dean, in het Engelse graafschap Gloucestershire met 408 inwoners.